# Poecilominettia tripuncticeps
Poecilominettia tripuncticeps är en tvåvingeart som först beskrevs av Malloch 1926.  Poecilominettia tripuncticeps ingår i släktet Poecilominettia och familjen lövflugor. Inga underarter finns listade i Catalogue of Life.